# Cesarski Meczet
Cesarski Meczet (urdu بادشاہی مسجد, Badśahi Masdźid; ang. Badshahi Mosque) – meczet znajdujący się we wschodnim Pakistanie, w stolicy prowincji Pendżab, Lahaur.

## Historia

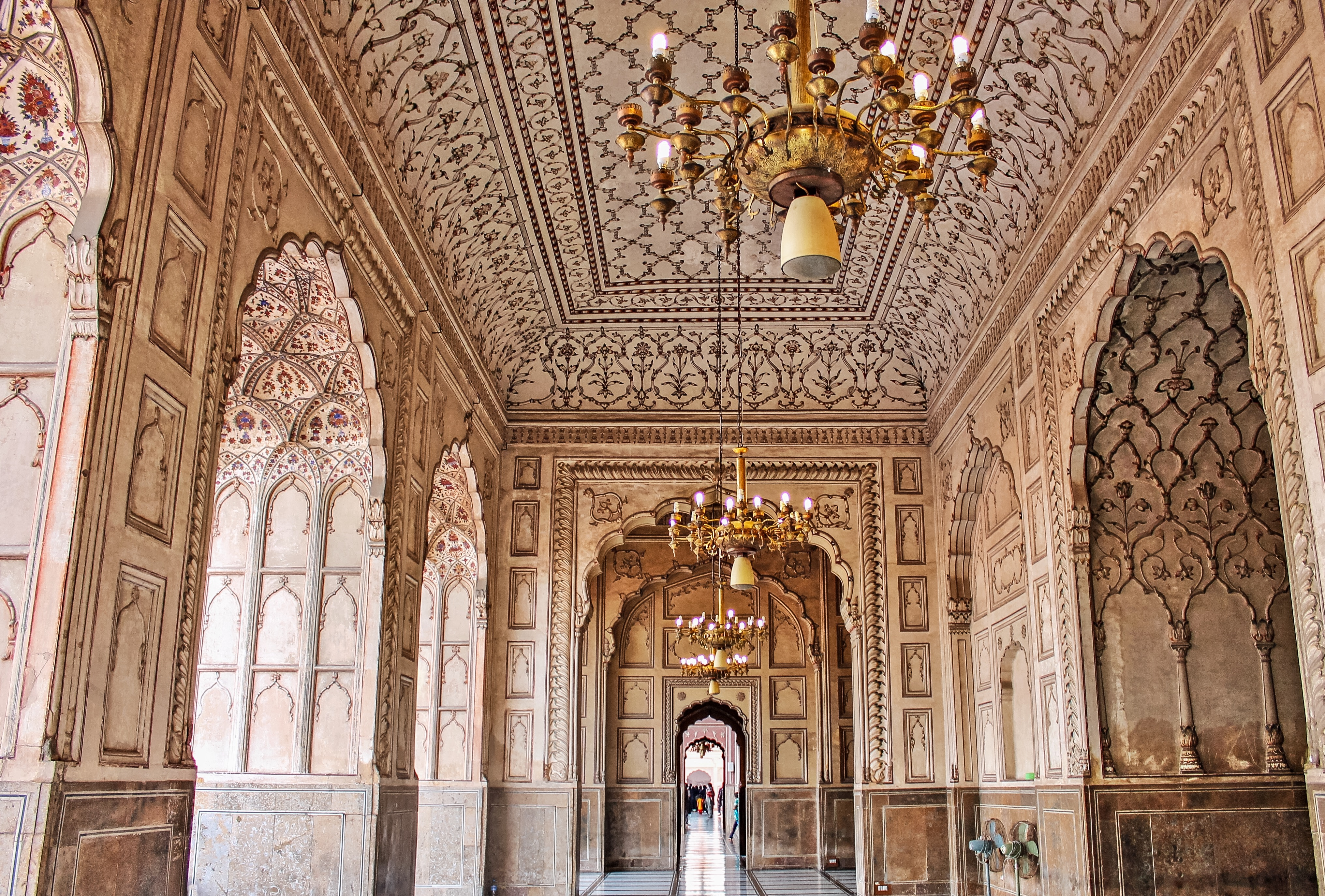
Widok wnętrz meczetu

Zbudowany przez ostatniego z Wielkich Mogołów, Aurangzeba. Jest jednym z największych meczetów na świecie. Inspiracją dla budowli mogły być powstałe wcześniej Wielki Meczet w Delhi oraz Tadź Mahal. Architektem meczetu był przybrany brat cesarza i gubernator Lahaur, Muzaffar Husajn znany również jako Khan Koka. Aurangzeb pragnął wybudować meczet w celu upamiętnienia jego kampanii wojskowej przeciwko wojskom Śiwadźiego. Po zaledwie dwóch latach budowy, meczet został otwarty w 1673 roku.
Nad łukowym wejściem znajduje się wiele małych wieżyczek wykonanych z czerwonego piaskowca i marmuru. Przy wejściu, na białym marmurze znajduje się napis informujący i upamiętniający budowniczych. Zewnętrzne ściany meczetu wyłożone są kamiennymi panelami; każdy narożnik zwieńczony jest wieżyczkami z czerwonego piaskowca i kopułą z białego marmuru. Najwyższe wieżyczki mają 53,75 metrów wysokości. W komorach znajdujących się powyżej bramy meczetu umieszczone są relikwie przypisane Prorokowi islamu, jego córce i synowi. Wśród relikwii znajdują się: zielony turban, zielone spodnie i pantofel noszony przez proroka Mahometa oraz odcisk stopy w kamieniu w kolorze piaskowym.